# Rivière Abbert
La rivière Abbert (en irlandais : Abhainn na habarta) coule dans le comté de Galway, en Irlande. C’est un affluent de la rivière Clare,.